# Hans Frenzel (Eishockeyspieler)
Hans „Hanne“ Frenzel (* 17. Dezember 1928 in Rastenburg; † 13. Februar 2020 in Berlin) war ein deutscher Eishockeyspieler und -trainer, der insgesamt sieben Spielzeiten für den SC Dynamo Berlin auf das Eis ging. Frenzel galt als „Dynamos Mann der ersten Stunde“.

## Karriere
Frenzel begann das Eishockeyspiel im Alter von 13 Jahren in seiner Heimat beim Rastenburger SV als Verteidiger. Dort nahm er unter anderem an der Schülerendrunde in Garmisch-Partenkirchen teil, welche auch das Ziel seiner Flucht während des Zweiten Weltkrieges aus Masuren im Jahre 1944 war. Mangels Arbeit kam er nach Donauwörth, wo er seinen Vater und später die Familie wieder traf, die wenige Zeit später zum „Nationalen Aufbauwerk“ in das sachsen-anhaltische Zerbst übersiedelten. Aufgrund seines Engagements bei der örtlichen Verkehrspolizei las er eine Anzeige, bei der für Berlin Eishockeysportler gesucht wurden, für die er anschließend in die Hauptstadt zum Probetraining fuhr. Frenzel wurde engagiert und stand fortan neben den damals namhaften Spielern wie Wolfgang Nickel oder Heinz Strietzel auf dem Eis. Ein Jahr nach seinem ersten Auftritt auf dem Berliner Eis gab der gelernte Verteidiger am 25. Dezember 1951 sein Debüt in der Nationalmannschaft.
Aufgrund eines Beschlusses seitens der Regierung wurde Frenzel 1952 nach Weißwasser delegiert, für die er zwischen 1954 und 1957 vier Meisterschaften erringen konnte. Da seine Familie noch in Berlin wohnte und 1955 sein Sohn Dieter geboren wurde, zog es Hans Frenzel wieder in die neue Heimat zurück, wo er zur Saison 1957/58 als Spielertrainer für den SC Dynamo Berlin fungierte. Mit dem Club errang er zwar nie die Deutsche Meisterschaft, konnte aber drei Pokalsiege verbuchen. 1965 beendete der gelernte Kaufmann seine Karriere, holte seinen Abschluss nach und agierte fortan als Mentor und Förderer seines Sohnes, welcher sich zu einem talentierten Nachwuchsspieler entwickelte. In Frenzels Karriere standen sieben Spielzeiten für den SC Dynamo Berlin zu Buche, bei denen er insgesamt 104 Spiele absolvierte und dabei 76 Tore schoss. Darüber hinaus kam er auf 61 Länderspiele und drei A-Weltmeisterschaftsteilnahmen für die Nationalmannschaft.
Nach Beendigung seiner sportlichen Laufbahn wurde Frenzel in das Kampfgericht der Hohenschönhausener integriert. Zuletzt war der Diplom-Betriebswirt Ehrenmitglied der Eisbären Berlin und neben seinem Sohn Mitglied der Hockey Hall of Fame Deutschland. Anlässlich seines 75. Geburtstages erhielt er 2003 die DEB-Ehrennadel in Gold.